# Narayani (zone)
La zone de Narayani (en népalais : नारायणी अञ्चल) est l'une des quatorze anciennes zones du Népal qui ont été supprimées lors de la réorganisation administrative de 2015.. Elle était rattachée à la région de développement Centre.
Elle était subdivisée en cinq districts :
- Bara ;
- Chitwan ;
- Makwanpur ;
- Parsa ;
- Rautahat.